# Politikåret 1971

## Händelser

### Januari
- 25 januari – I Uganda utförs en militärkupp av Idi Amin som störtar diktatorn Milton Obote.[1]

### Mars
- 17 mars - Trygve Bratteli efterträder Per Borten som Norges statsminister.[2]
- 26 mars – Östpakistan utropar sig självständigt från Pakistan och byter namn till Bangladesh.[3]

### Maj
- 12 maj – Almstriden.

### Augusti
- 15 augusti – Storbritanniens protektorat över Bahrain upphör.[4]

### September
- 3 september – Storbritanniens protektorat över Qatar upphör.[5]

### Oktober
- 9 oktober - Jens Otto Krag efterträder Hilmar Baunsgaard som Danmarks statsminister.[6]
- 27 oktober – Republiken Zaire utropas.

### December
- 2 december – Förenade arabemiraten grundas av staterna Abu Dhabi, Ajman, Dubai, Fujayra, Sharja och Umm al-Qaywayn.[7]

## Val och folkomröstningar
- 1–10 mars – Parlamentsval i Indien.
- 13 juni – Alltingsval på Island.
- 21 september – Folketingsval i Danmark.

## Organisationshändelser
- 21 juni – I Sverige efterträds Gunnar Hedlund som Centerpartiets ordförande av Torbjörn Fälldin.[8]

## Födda
- 23 maj – George Osborne, brittisk politiker, Storbritanniens finansminister 2010–2016.
- 4 juni – Joseph Kabila, Kongo-Kinshasas president sedan 2001.
- 14 oktober – Jyrki Katainen, finländsk politiker, Finlands statsminister 2011–2014.
- 5 december – Karl-Theodor zu Guttenberg, tysk politiker, Tysklands försvarsminister 2009–2011.

## Avlidna
- 27 januari – Jacobo Arbenz Guzmán, Guatemalas president 1951–1954.
- 21 april – François Duvalier, Haitis president 1957–1971.
- 11 september – Nikita Chrusjtjov, Sovjetunionens ledare 1953–1964.

### Fotnoter
1. ↑  ”En diktators många ansikten” (på engelska). AmnestyPress. http://www.amnestypress.se/kultur/filmer/24608/en-diktators-manga-ansikten/. Läst 1 juli 2021.
2. ↑  ”Norway” (på engelska). World Statesmen. http://www.worldstatesmen.org/Norway.htm. Läst 2 augusti 2015.
3. ↑  ”Bangladesh” (på engelska). World Statesmen. http://www.worldstatesmen.org/Bangladesh.html. Läst 23 september 2012.
4. ↑  ”Bahrain” (på engelska). World Statesmen. http://www.worldstatesmen.org/Bahrain.html. Läst 22 november 2012.
5. ↑  ”Qatar” (på engelska). World Statesmen. http://www.worldstatesmen.org/Qatar.htm. Läst 22 november 2012.
6. ↑  ”Denmark” (på engelska). World Statesmen. http://www.worldstatesmen.org/Denmark.html. Läst 2 augusti 2015.
7. ↑  ”United Arab Emirates” (på engelska). World Statesmen. http://www.worldstatesmen.org/United_Arab_Emirates.html. Läst 22 november 2012.
8. ↑  Bengtsson, Hans (26 september 2016). ”Thorbjörn Fälldin ändrade spelplanen”. hallandsposten.se. http://www.hallandsposten.se/1.3817181. Läst 1 juli 2021.